# John Nunn
Pour les articles homonymes, voir Nunn.
Cet article concerne un joueur d'échecs britannique. Pour le rameur d'aviron américain, voir John Nunn (aviron). Pour l'athlète américain, voir John Nunn (athlétisme).
John Denis Martin Nunn (aussi appelé Dr Nunn) (Londres, 25 avril 1955) est un des meilleurs joueurs d'échecs britanniques, grand maître international depuis 1978. Champion de Grande-Bretagne en 1980, il a figuré à plusieurs reprises dans les années 1980 dans le top 10 mondial. Il a été trois fois champion du monde en résolution de problèmes d'échecs. Il est auteur et éditeur de livres d'échecs chez les Éditions Gambit, et titulaire d'un doctorat en mathématiques.

## Biographie et carrière

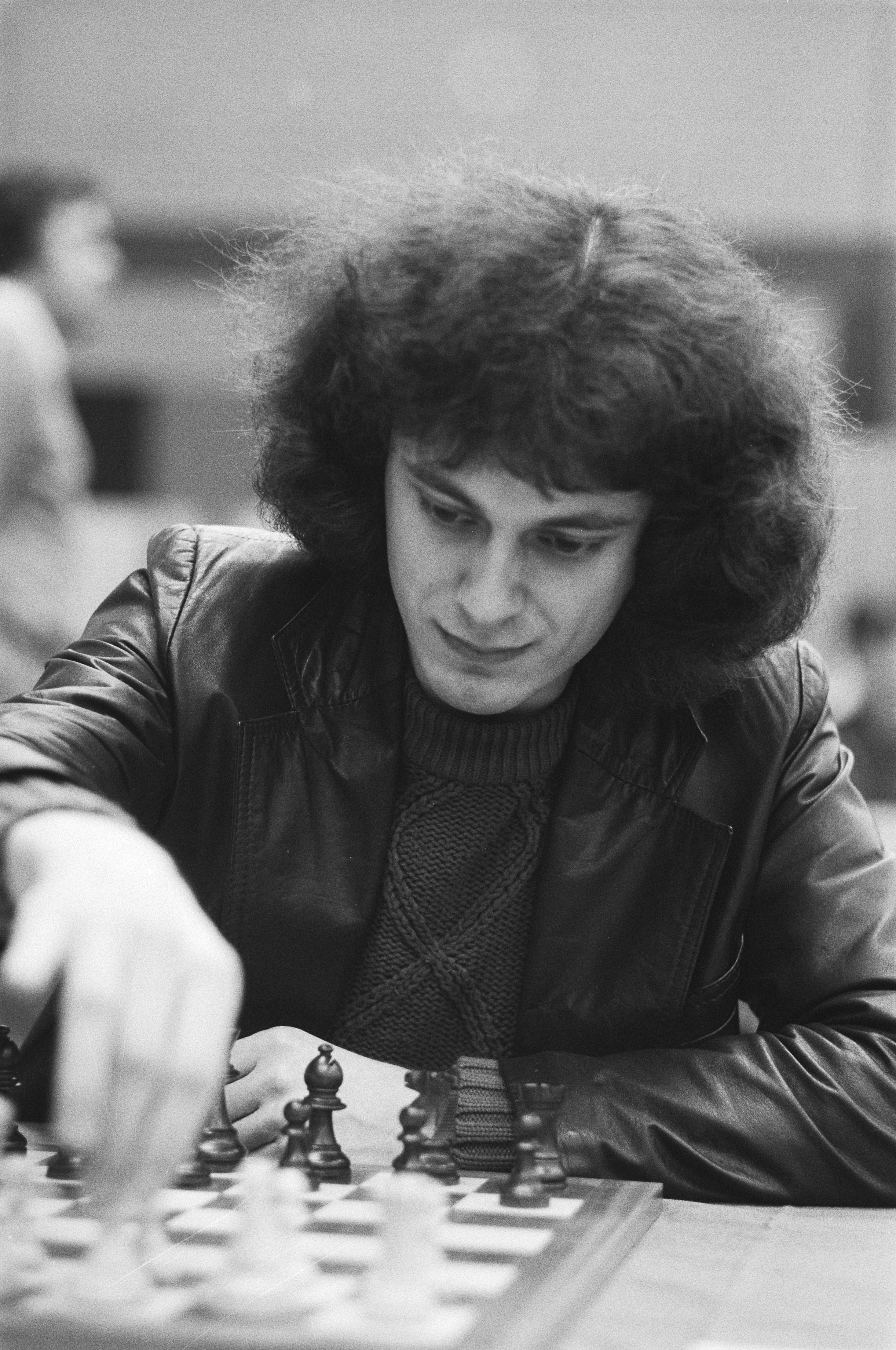
John Nunn en 1982

John Nunn a 4 ans lorsque son père lui apprend le jeu d'échecs, où il montre des aptitudes précoces. Il a 9 ans quand il gagne le championnat de Londres des moins de 12 ans, son premier succès d'une longue série en championnat junior britannique. En 1967, à 12 ans, il remporte le championnat britannique des moins de 14 ans, et de nombreux autres titres jusqu'au championnat d'Europe junior qu'il emporte en 1975.
John Nunn étudie les mathématiques à l'Oriel College d'Oxford alors qu'il n'a que 15 ans. C'est l'un des plus jeunes diplômés depuis le cardinal Wolsey. Il obtient son diplôme en 1973 et décroche un doctorat en 1978 avec une thèse sur les espaces H finis (finite H-spaces). Il enseigne ensuite les mathématiques à l'Université d'Oxford jusqu'en 1981, où il devient joueur d'échecs professionnel.
En 1975, il devient champion d'Europe junior, se voit décerner le titre de grand maître international en 1978, et celui de champion national en 1980.
Il accomplit également un exploit en 1984, lorsqu'il remporte trois médailles d'or individuelles à l'Olympiade de Salonique, la première pour la meilleure performance Elo de la compétition, la deuxième pour le meilleur score au deuxième échiquier (10/11) et la troisième pour une compétition de résolution de problèmes organisée pendant un jour de repos des joueurs.
Il sort vainqueur du prestigieux tournoi de Wijk aan Zee en 1982, 1990 et 1991, remporte le tournoi de Hastings en 1979-1980, 1993-1994 et 1996-1997, et le tournoi de Bienne en 1982 et 1983.
Son meilleur résultat au championnat du monde d'échecs date de 1987, quand il est défait dans un match de départage avec Lajos Portisch pour l'accès au tournoi des candidats. En 1989, alors qu'il figure dans le top 10 mondial et qu'il est au sommet de sa carrière, il termine sixième dans le tournoi inaugural de la Coupe du monde GMA (qui s'avérera aussi être le dernier du genre), tournoi dans lequel les 25 meilleurs joueurs du monde s'affrontent.
John Nunn remporte le championnat du monde d'échecs senior à deux reprises en 2022 et en 2023.
John Nunn est marié à Petra Fink, une joueuse d'échecs allemande, maître FIDE féminin.

## L'auteur de livres d'échecs
En plus d'être un fort joueur, Nunn est considéré comme un des meilleurs auteurs d'échecs contemporains. Il a signé de nombreux ouvrages, dont Secrets of Grandmaster Chess qui gagne le prix du meilleur livre de l'année 1988 décerné par la fédération britannique, ainsi que John Nunn Best Games qui décroche le prix en 1995. Il est le directeur des éditions Gambit Publications qu'il a fondées dans les années 1990 avec Murray Chandler et Graham Burgess (en).

## Le problémiste

### Champion du monde des solutionnistes
Nunn s'est aussi beaucoup consacré aux problèmes d'échecs, comme compositeur et solutionniste, membre de l'équipe britannique à plusieurs reprises. À ce sujet, il écrit Solving in style (1985). Il remporte le championnat du monde de la solution à Chalcidique (Grèce) en septembre 2004 et réalise ainsi sa norme finale de grand maître de résolution de problèmes. Il remporte ce championnat à nouveau en 2007 et en 2010.
Avec Jonathan Mestel, Ram Soffer , Bojan Vučković, Kacper Piorun et Aleksander Miśta, il est l'un des quelques joueurs du monde à avoir jamais obtenu à la fois le titre de grand maître de la solution et sur l'échiquier.

### Exemple de composition
|   | a | b | c | d | e | f | g | h |   |
| 8 | Pion noir sur case blanche h7 · Cavalier blanc sur case blanche g6 · Roi noir sur case noire h6 · Pion noir sur case blanche f5 · Pion blanc sur case blanche h5 · Pion blanc sur case noire h4 · Pion noir sur case blanche b3 · Roi blanc sur case blanche f3 · Pion noir sur case blanche g2 · Fou blanc sur case noire g1 | Pion noir sur case blanche h7 · Cavalier blanc sur case blanche g6 · Roi noir sur case noire h6 · Pion noir sur case blanche f5 · Pion blanc sur case blanche h5 · Pion blanc sur case noire h4 · Pion noir sur case blanche b3 · Roi blanc sur case blanche f3 · Pion noir sur case blanche g2 · Fou blanc sur case noire g1 | Pion noir sur case blanche h7 · Cavalier blanc sur case blanche g6 · Roi noir sur case noire h6 · Pion noir sur case blanche f5 · Pion blanc sur case blanche h5 · Pion blanc sur case noire h4 · Pion noir sur case blanche b3 · Roi blanc sur case blanche f3 · Pion noir sur case blanche g2 · Fou blanc sur case noire g1 | Pion noir sur case blanche h7 · Cavalier blanc sur case blanche g6 · Roi noir sur case noire h6 · Pion noir sur case blanche f5 · Pion blanc sur case blanche h5 · Pion blanc sur case noire h4 · Pion noir sur case blanche b3 · Roi blanc sur case blanche f3 · Pion noir sur case blanche g2 · Fou blanc sur case noire g1 | Pion noir sur case blanche h7 · Cavalier blanc sur case blanche g6 · Roi noir sur case noire h6 · Pion noir sur case blanche f5 · Pion blanc sur case blanche h5 · Pion blanc sur case noire h4 · Pion noir sur case blanche b3 · Roi blanc sur case blanche f3 · Pion noir sur case blanche g2 · Fou blanc sur case noire g1 | Pion noir sur case blanche h7 · Cavalier blanc sur case blanche g6 · Roi noir sur case noire h6 · Pion noir sur case blanche f5 · Pion blanc sur case blanche h5 · Pion blanc sur case noire h4 · Pion noir sur case blanche b3 · Roi blanc sur case blanche f3 · Pion noir sur case blanche g2 · Fou blanc sur case noire g1 | Pion noir sur case blanche h7 · Cavalier blanc sur case blanche g6 · Roi noir sur case noire h6 · Pion noir sur case blanche f5 · Pion blanc sur case blanche h5 · Pion blanc sur case noire h4 · Pion noir sur case blanche b3 · Roi blanc sur case blanche f3 · Pion noir sur case blanche g2 · Fou blanc sur case noire g1 | Pion noir sur case blanche h7 · Cavalier blanc sur case blanche g6 · Roi noir sur case noire h6 · Pion noir sur case blanche f5 · Pion blanc sur case blanche h5 · Pion blanc sur case noire h4 · Pion noir sur case blanche b3 · Roi blanc sur case blanche f3 · Pion noir sur case blanche g2 · Fou blanc sur case noire g1 | 8 |
| 7 | Pion noir sur case blanche h7 · Cavalier blanc sur case blanche g6 · Roi noir sur case noire h6 · Pion noir sur case blanche f5 · Pion blanc sur case blanche h5 · Pion blanc sur case noire h4 · Pion noir sur case blanche b3 · Roi blanc sur case blanche f3 · Pion noir sur case blanche g2 · Fou blanc sur case noire g1 | Pion noir sur case blanche h7 · Cavalier blanc sur case blanche g6 · Roi noir sur case noire h6 · Pion noir sur case blanche f5 · Pion blanc sur case blanche h5 · Pion blanc sur case noire h4 · Pion noir sur case blanche b3 · Roi blanc sur case blanche f3 · Pion noir sur case blanche g2 · Fou blanc sur case noire g1 | Pion noir sur case blanche h7 · Cavalier blanc sur case blanche g6 · Roi noir sur case noire h6 · Pion noir sur case blanche f5 · Pion blanc sur case blanche h5 · Pion blanc sur case noire h4 · Pion noir sur case blanche b3 · Roi blanc sur case blanche f3 · Pion noir sur case blanche g2 · Fou blanc sur case noire g1 | Pion noir sur case blanche h7 · Cavalier blanc sur case blanche g6 · Roi noir sur case noire h6 · Pion noir sur case blanche f5 · Pion blanc sur case blanche h5 · Pion blanc sur case noire h4 · Pion noir sur case blanche b3 · Roi blanc sur case blanche f3 · Pion noir sur case blanche g2 · Fou blanc sur case noire g1 | Pion noir sur case blanche h7 · Cavalier blanc sur case blanche g6 · Roi noir sur case noire h6 · Pion noir sur case blanche f5 · Pion blanc sur case blanche h5 · Pion blanc sur case noire h4 · Pion noir sur case blanche b3 · Roi blanc sur case blanche f3 · Pion noir sur case blanche g2 · Fou blanc sur case noire g1 | Pion noir sur case blanche h7 · Cavalier blanc sur case blanche g6 · Roi noir sur case noire h6 · Pion noir sur case blanche f5 · Pion blanc sur case blanche h5 · Pion blanc sur case noire h4 · Pion noir sur case blanche b3 · Roi blanc sur case blanche f3 · Pion noir sur case blanche g2 · Fou blanc sur case noire g1 | Pion noir sur case blanche h7 · Cavalier blanc sur case blanche g6 · Roi noir sur case noire h6 · Pion noir sur case blanche f5 · Pion blanc sur case blanche h5 · Pion blanc sur case noire h4 · Pion noir sur case blanche b3 · Roi blanc sur case blanche f3 · Pion noir sur case blanche g2 · Fou blanc sur case noire g1 | Pion noir sur case blanche h7 · Cavalier blanc sur case blanche g6 · Roi noir sur case noire h6 · Pion noir sur case blanche f5 · Pion blanc sur case blanche h5 · Pion blanc sur case noire h4 · Pion noir sur case blanche b3 · Roi blanc sur case blanche f3 · Pion noir sur case blanche g2 · Fou blanc sur case noire g1 | 7 |
| 6 | Pion noir sur case blanche h7 · Cavalier blanc sur case blanche g6 · Roi noir sur case noire h6 · Pion noir sur case blanche f5 · Pion blanc sur case blanche h5 · Pion blanc sur case noire h4 · Pion noir sur case blanche b3 · Roi blanc sur case blanche f3 · Pion noir sur case blanche g2 · Fou blanc sur case noire g1 | Pion noir sur case blanche h7 · Cavalier blanc sur case blanche g6 · Roi noir sur case noire h6 · Pion noir sur case blanche f5 · Pion blanc sur case blanche h5 · Pion blanc sur case noire h4 · Pion noir sur case blanche b3 · Roi blanc sur case blanche f3 · Pion noir sur case blanche g2 · Fou blanc sur case noire g1 | Pion noir sur case blanche h7 · Cavalier blanc sur case blanche g6 · Roi noir sur case noire h6 · Pion noir sur case blanche f5 · Pion blanc sur case blanche h5 · Pion blanc sur case noire h4 · Pion noir sur case blanche b3 · Roi blanc sur case blanche f3 · Pion noir sur case blanche g2 · Fou blanc sur case noire g1 | Pion noir sur case blanche h7 · Cavalier blanc sur case blanche g6 · Roi noir sur case noire h6 · Pion noir sur case blanche f5 · Pion blanc sur case blanche h5 · Pion blanc sur case noire h4 · Pion noir sur case blanche b3 · Roi blanc sur case blanche f3 · Pion noir sur case blanche g2 · Fou blanc sur case noire g1 | Pion noir sur case blanche h7 · Cavalier blanc sur case blanche g6 · Roi noir sur case noire h6 · Pion noir sur case blanche f5 · Pion blanc sur case blanche h5 · Pion blanc sur case noire h4 · Pion noir sur case blanche b3 · Roi blanc sur case blanche f3 · Pion noir sur case blanche g2 · Fou blanc sur case noire g1 | Pion noir sur case blanche h7 · Cavalier blanc sur case blanche g6 · Roi noir sur case noire h6 · Pion noir sur case blanche f5 · Pion blanc sur case blanche h5 · Pion blanc sur case noire h4 · Pion noir sur case blanche b3 · Roi blanc sur case blanche f3 · Pion noir sur case blanche g2 · Fou blanc sur case noire g1 | Pion noir sur case blanche h7 · Cavalier blanc sur case blanche g6 · Roi noir sur case noire h6 · Pion noir sur case blanche f5 · Pion blanc sur case blanche h5 · Pion blanc sur case noire h4 · Pion noir sur case blanche b3 · Roi blanc sur case blanche f3 · Pion noir sur case blanche g2 · Fou blanc sur case noire g1 | Pion noir sur case blanche h7 · Cavalier blanc sur case blanche g6 · Roi noir sur case noire h6 · Pion noir sur case blanche f5 · Pion blanc sur case blanche h5 · Pion blanc sur case noire h4 · Pion noir sur case blanche b3 · Roi blanc sur case blanche f3 · Pion noir sur case blanche g2 · Fou blanc sur case noire g1 | 6 |
| 5 | Pion noir sur case blanche h7 · Cavalier blanc sur case blanche g6 · Roi noir sur case noire h6 · Pion noir sur case blanche f5 · Pion blanc sur case blanche h5 · Pion blanc sur case noire h4 · Pion noir sur case blanche b3 · Roi blanc sur case blanche f3 · Pion noir sur case blanche g2 · Fou blanc sur case noire g1 | Pion noir sur case blanche h7 · Cavalier blanc sur case blanche g6 · Roi noir sur case noire h6 · Pion noir sur case blanche f5 · Pion blanc sur case blanche h5 · Pion blanc sur case noire h4 · Pion noir sur case blanche b3 · Roi blanc sur case blanche f3 · Pion noir sur case blanche g2 · Fou blanc sur case noire g1 | Pion noir sur case blanche h7 · Cavalier blanc sur case blanche g6 · Roi noir sur case noire h6 · Pion noir sur case blanche f5 · Pion blanc sur case blanche h5 · Pion blanc sur case noire h4 · Pion noir sur case blanche b3 · Roi blanc sur case blanche f3 · Pion noir sur case blanche g2 · Fou blanc sur case noire g1 | Pion noir sur case blanche h7 · Cavalier blanc sur case blanche g6 · Roi noir sur case noire h6 · Pion noir sur case blanche f5 · Pion blanc sur case blanche h5 · Pion blanc sur case noire h4 · Pion noir sur case blanche b3 · Roi blanc sur case blanche f3 · Pion noir sur case blanche g2 · Fou blanc sur case noire g1 | Pion noir sur case blanche h7 · Cavalier blanc sur case blanche g6 · Roi noir sur case noire h6 · Pion noir sur case blanche f5 · Pion blanc sur case blanche h5 · Pion blanc sur case noire h4 · Pion noir sur case blanche b3 · Roi blanc sur case blanche f3 · Pion noir sur case blanche g2 · Fou blanc sur case noire g1 | Pion noir sur case blanche h7 · Cavalier blanc sur case blanche g6 · Roi noir sur case noire h6 · Pion noir sur case blanche f5 · Pion blanc sur case blanche h5 · Pion blanc sur case noire h4 · Pion noir sur case blanche b3 · Roi blanc sur case blanche f3 · Pion noir sur case blanche g2 · Fou blanc sur case noire g1 | Pion noir sur case blanche h7 · Cavalier blanc sur case blanche g6 · Roi noir sur case noire h6 · Pion noir sur case blanche f5 · Pion blanc sur case blanche h5 · Pion blanc sur case noire h4 · Pion noir sur case blanche b3 · Roi blanc sur case blanche f3 · Pion noir sur case blanche g2 · Fou blanc sur case noire g1 | Pion noir sur case blanche h7 · Cavalier blanc sur case blanche g6 · Roi noir sur case noire h6 · Pion noir sur case blanche f5 · Pion blanc sur case blanche h5 · Pion blanc sur case noire h4 · Pion noir sur case blanche b3 · Roi blanc sur case blanche f3 · Pion noir sur case blanche g2 · Fou blanc sur case noire g1 | 5 |
| 4 | Pion noir sur case blanche h7 · Cavalier blanc sur case blanche g6 · Roi noir sur case noire h6 · Pion noir sur case blanche f5 · Pion blanc sur case blanche h5 · Pion blanc sur case noire h4 · Pion noir sur case blanche b3 · Roi blanc sur case blanche f3 · Pion noir sur case blanche g2 · Fou blanc sur case noire g1 | Pion noir sur case blanche h7 · Cavalier blanc sur case blanche g6 · Roi noir sur case noire h6 · Pion noir sur case blanche f5 · Pion blanc sur case blanche h5 · Pion blanc sur case noire h4 · Pion noir sur case blanche b3 · Roi blanc sur case blanche f3 · Pion noir sur case blanche g2 · Fou blanc sur case noire g1 | Pion noir sur case blanche h7 · Cavalier blanc sur case blanche g6 · Roi noir sur case noire h6 · Pion noir sur case blanche f5 · Pion blanc sur case blanche h5 · Pion blanc sur case noire h4 · Pion noir sur case blanche b3 · Roi blanc sur case blanche f3 · Pion noir sur case blanche g2 · Fou blanc sur case noire g1 | Pion noir sur case blanche h7 · Cavalier blanc sur case blanche g6 · Roi noir sur case noire h6 · Pion noir sur case blanche f5 · Pion blanc sur case blanche h5 · Pion blanc sur case noire h4 · Pion noir sur case blanche b3 · Roi blanc sur case blanche f3 · Pion noir sur case blanche g2 · Fou blanc sur case noire g1 | Pion noir sur case blanche h7 · Cavalier blanc sur case blanche g6 · Roi noir sur case noire h6 · Pion noir sur case blanche f5 · Pion blanc sur case blanche h5 · Pion blanc sur case noire h4 · Pion noir sur case blanche b3 · Roi blanc sur case blanche f3 · Pion noir sur case blanche g2 · Fou blanc sur case noire g1 | Pion noir sur case blanche h7 · Cavalier blanc sur case blanche g6 · Roi noir sur case noire h6 · Pion noir sur case blanche f5 · Pion blanc sur case blanche h5 · Pion blanc sur case noire h4 · Pion noir sur case blanche b3 · Roi blanc sur case blanche f3 · Pion noir sur case blanche g2 · Fou blanc sur case noire g1 | Pion noir sur case blanche h7 · Cavalier blanc sur case blanche g6 · Roi noir sur case noire h6 · Pion noir sur case blanche f5 · Pion blanc sur case blanche h5 · Pion blanc sur case noire h4 · Pion noir sur case blanche b3 · Roi blanc sur case blanche f3 · Pion noir sur case blanche g2 · Fou blanc sur case noire g1 | Pion noir sur case blanche h7 · Cavalier blanc sur case blanche g6 · Roi noir sur case noire h6 · Pion noir sur case blanche f5 · Pion blanc sur case blanche h5 · Pion blanc sur case noire h4 · Pion noir sur case blanche b3 · Roi blanc sur case blanche f3 · Pion noir sur case blanche g2 · Fou blanc sur case noire g1 | 4 |
| 3 | Pion noir sur case blanche h7 · Cavalier blanc sur case blanche g6 · Roi noir sur case noire h6 · Pion noir sur case blanche f5 · Pion blanc sur case blanche h5 · Pion blanc sur case noire h4 · Pion noir sur case blanche b3 · Roi blanc sur case blanche f3 · Pion noir sur case blanche g2 · Fou blanc sur case noire g1 | Pion noir sur case blanche h7 · Cavalier blanc sur case blanche g6 · Roi noir sur case noire h6 · Pion noir sur case blanche f5 · Pion blanc sur case blanche h5 · Pion blanc sur case noire h4 · Pion noir sur case blanche b3 · Roi blanc sur case blanche f3 · Pion noir sur case blanche g2 · Fou blanc sur case noire g1 | Pion noir sur case blanche h7 · Cavalier blanc sur case blanche g6 · Roi noir sur case noire h6 · Pion noir sur case blanche f5 · Pion blanc sur case blanche h5 · Pion blanc sur case noire h4 · Pion noir sur case blanche b3 · Roi blanc sur case blanche f3 · Pion noir sur case blanche g2 · Fou blanc sur case noire g1 | Pion noir sur case blanche h7 · Cavalier blanc sur case blanche g6 · Roi noir sur case noire h6 · Pion noir sur case blanche f5 · Pion blanc sur case blanche h5 · Pion blanc sur case noire h4 · Pion noir sur case blanche b3 · Roi blanc sur case blanche f3 · Pion noir sur case blanche g2 · Fou blanc sur case noire g1 | Pion noir sur case blanche h7 · Cavalier blanc sur case blanche g6 · Roi noir sur case noire h6 · Pion noir sur case blanche f5 · Pion blanc sur case blanche h5 · Pion blanc sur case noire h4 · Pion noir sur case blanche b3 · Roi blanc sur case blanche f3 · Pion noir sur case blanche g2 · Fou blanc sur case noire g1 | Pion noir sur case blanche h7 · Cavalier blanc sur case blanche g6 · Roi noir sur case noire h6 · Pion noir sur case blanche f5 · Pion blanc sur case blanche h5 · Pion blanc sur case noire h4 · Pion noir sur case blanche b3 · Roi blanc sur case blanche f3 · Pion noir sur case blanche g2 · Fou blanc sur case noire g1 | Pion noir sur case blanche h7 · Cavalier blanc sur case blanche g6 · Roi noir sur case noire h6 · Pion noir sur case blanche f5 · Pion blanc sur case blanche h5 · Pion blanc sur case noire h4 · Pion noir sur case blanche b3 · Roi blanc sur case blanche f3 · Pion noir sur case blanche g2 · Fou blanc sur case noire g1 | Pion noir sur case blanche h7 · Cavalier blanc sur case blanche g6 · Roi noir sur case noire h6 · Pion noir sur case blanche f5 · Pion blanc sur case blanche h5 · Pion blanc sur case noire h4 · Pion noir sur case blanche b3 · Roi blanc sur case blanche f3 · Pion noir sur case blanche g2 · Fou blanc sur case noire g1 | 3 |
| 2 | Pion noir sur case blanche h7 · Cavalier blanc sur case blanche g6 · Roi noir sur case noire h6 · Pion noir sur case blanche f5 · Pion blanc sur case blanche h5 · Pion blanc sur case noire h4 · Pion noir sur case blanche b3 · Roi blanc sur case blanche f3 · Pion noir sur case blanche g2 · Fou blanc sur case noire g1 | Pion noir sur case blanche h7 · Cavalier blanc sur case blanche g6 · Roi noir sur case noire h6 · Pion noir sur case blanche f5 · Pion blanc sur case blanche h5 · Pion blanc sur case noire h4 · Pion noir sur case blanche b3 · Roi blanc sur case blanche f3 · Pion noir sur case blanche g2 · Fou blanc sur case noire g1 | Pion noir sur case blanche h7 · Cavalier blanc sur case blanche g6 · Roi noir sur case noire h6 · Pion noir sur case blanche f5 · Pion blanc sur case blanche h5 · Pion blanc sur case noire h4 · Pion noir sur case blanche b3 · Roi blanc sur case blanche f3 · Pion noir sur case blanche g2 · Fou blanc sur case noire g1 | Pion noir sur case blanche h7 · Cavalier blanc sur case blanche g6 · Roi noir sur case noire h6 · Pion noir sur case blanche f5 · Pion blanc sur case blanche h5 · Pion blanc sur case noire h4 · Pion noir sur case blanche b3 · Roi blanc sur case blanche f3 · Pion noir sur case blanche g2 · Fou blanc sur case noire g1 | Pion noir sur case blanche h7 · Cavalier blanc sur case blanche g6 · Roi noir sur case noire h6 · Pion noir sur case blanche f5 · Pion blanc sur case blanche h5 · Pion blanc sur case noire h4 · Pion noir sur case blanche b3 · Roi blanc sur case blanche f3 · Pion noir sur case blanche g2 · Fou blanc sur case noire g1 | Pion noir sur case blanche h7 · Cavalier blanc sur case blanche g6 · Roi noir sur case noire h6 · Pion noir sur case blanche f5 · Pion blanc sur case blanche h5 · Pion blanc sur case noire h4 · Pion noir sur case blanche b3 · Roi blanc sur case blanche f3 · Pion noir sur case blanche g2 · Fou blanc sur case noire g1 | Pion noir sur case blanche h7 · Cavalier blanc sur case blanche g6 · Roi noir sur case noire h6 · Pion noir sur case blanche f5 · Pion blanc sur case blanche h5 · Pion blanc sur case noire h4 · Pion noir sur case blanche b3 · Roi blanc sur case blanche f3 · Pion noir sur case blanche g2 · Fou blanc sur case noire g1 | Pion noir sur case blanche h7 · Cavalier blanc sur case blanche g6 · Roi noir sur case noire h6 · Pion noir sur case blanche f5 · Pion blanc sur case blanche h5 · Pion blanc sur case noire h4 · Pion noir sur case blanche b3 · Roi blanc sur case blanche f3 · Pion noir sur case blanche g2 · Fou blanc sur case noire g1 | 2 |
| 1 | Pion noir sur case blanche h7 · Cavalier blanc sur case blanche g6 · Roi noir sur case noire h6 · Pion noir sur case blanche f5 · Pion blanc sur case blanche h5 · Pion blanc sur case noire h4 · Pion noir sur case blanche b3 · Roi blanc sur case blanche f3 · Pion noir sur case blanche g2 · Fou blanc sur case noire g1 | Pion noir sur case blanche h7 · Cavalier blanc sur case blanche g6 · Roi noir sur case noire h6 · Pion noir sur case blanche f5 · Pion blanc sur case blanche h5 · Pion blanc sur case noire h4 · Pion noir sur case blanche b3 · Roi blanc sur case blanche f3 · Pion noir sur case blanche g2 · Fou blanc sur case noire g1 | Pion noir sur case blanche h7 · Cavalier blanc sur case blanche g6 · Roi noir sur case noire h6 · Pion noir sur case blanche f5 · Pion blanc sur case blanche h5 · Pion blanc sur case noire h4 · Pion noir sur case blanche b3 · Roi blanc sur case blanche f3 · Pion noir sur case blanche g2 · Fou blanc sur case noire g1 | Pion noir sur case blanche h7 · Cavalier blanc sur case blanche g6 · Roi noir sur case noire h6 · Pion noir sur case blanche f5 · Pion blanc sur case blanche h5 · Pion blanc sur case noire h4 · Pion noir sur case blanche b3 · Roi blanc sur case blanche f3 · Pion noir sur case blanche g2 · Fou blanc sur case noire g1 | Pion noir sur case blanche h7 · Cavalier blanc sur case blanche g6 · Roi noir sur case noire h6 · Pion noir sur case blanche f5 · Pion blanc sur case blanche h5 · Pion blanc sur case noire h4 · Pion noir sur case blanche b3 · Roi blanc sur case blanche f3 · Pion noir sur case blanche g2 · Fou blanc sur case noire g1 | Pion noir sur case blanche h7 · Cavalier blanc sur case blanche g6 · Roi noir sur case noire h6 · Pion noir sur case blanche f5 · Pion blanc sur case blanche h5 · Pion blanc sur case noire h4 · Pion noir sur case blanche b3 · Roi blanc sur case blanche f3 · Pion noir sur case blanche g2 · Fou blanc sur case noire g1 | Pion noir sur case blanche h7 · Cavalier blanc sur case blanche g6 · Roi noir sur case noire h6 · Pion noir sur case blanche f5 · Pion blanc sur case blanche h5 · Pion blanc sur case noire h4 · Pion noir sur case blanche b3 · Roi blanc sur case blanche f3 · Pion noir sur case blanche g2 · Fou blanc sur case noire g1 | Pion noir sur case blanche h7 · Cavalier blanc sur case blanche g6 · Roi noir sur case noire h6 · Pion noir sur case blanche f5 · Pion blanc sur case blanche h5 · Pion blanc sur case noire h4 · Pion noir sur case blanche b3 · Roi blanc sur case blanche f3 · Pion noir sur case blanche g2 · Fou blanc sur case noire g1 | 1 |
|   | a | b | c | d | e | f | g | h |   |

La variante principale de ce diagramme publié dans la revue "EG" en 1978 est la suivante : 
1. Fe3+ f4!
2. Cxf4! g1=D
3. Fxg1 b2
4. Fc5! Rg7
5. Fd4+ Rh6!
6. Ce6 b1=D
7. Fg7+ Rxh5
8. Cf4+ Rxh4
9. Ff6#.
On peut noter que toutes les pièces blanches participent au mat, et que chaque case entourant le roi noir est attaquée une fois seulement.

## Le spécialiste des finales
Depuis le milieu des années 1990, Nunn s'est consacré à l'extraction de données des tables de finales. Il a consacré plusieurs livres aux résultats de ses travaux, dont Secrets of Rook Endings (deux éditions), Secrets of Minor Pieces Endings et Secrets of Pawnless Endings. Ces livres décrivent des stratégies humaines découvertes par Nunn et d'autres à partir d'études sur les bases de finales (tablebases), et de nouvelles éditions sont attendues suivant la production de nouvelles bases.

## Publications

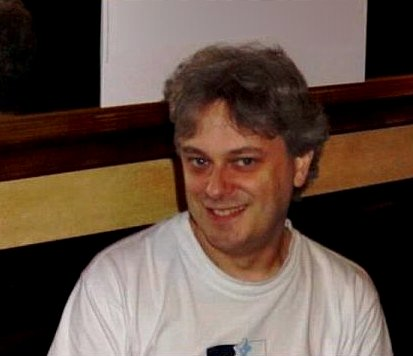
John Nunn

- (en) Solving in Style (1985, 2002), Gambit Publications.  (ISBN 1-901983-66-8).
- Secrets of Rook Endings (1992, 1999), Gambit Publications.  (ISBN 1-901983-18-8).
- Secrets of Pawnless Endings (1994, 2002), Gambit Publications.  (ISBN 1-901983-65-X).
- Beating the Sicilian n°3 (1995, with Joe Gallagher), Henry Holt & Co.  (ISBN 0-8050-4227-X).
- The Complete Najdorf 6. Bg5 (1997), International Chess Enterprises.  (ISBN 1-879479-45-1).
- Secrets of Grandmaster Chess (1997), International Chess Enterprises.  (ISBN 1-879479-54-0).
- Secrets of Practical Chess (1998), Gambit Publications.  (ISBN 1-901983-01-3).
- John Nunn's Chess Puzzle Book (1999), Gambit Publications.  (ISBN 1-901983-08-0).
- Nunn's Chess Openings (1999), Everyman Chess.  (ISBN 1-85744-221-0).
- 101 Brilliant Chess Miniatures (2000), Gambit Publications.  (ISBN 1-901983-16-1).
- Learn Chess (2000), Gambit Publications.  (ISBN 1-901983-30-7).
- John Nunn's Best Games (2001), Batsford.  (ISBN 0-7134-7726-1).
- Understanding Chess Move by Move (2001), Gambit Publications.  (ISBN 1-901983-41-2).
- Secrets of Minor-Piece Endings (2001), Rowman Littlefield.  (ISBN 0-7134-7727-X).
- Endgame Challenge (2002), Gambit Publications.  (ISBN 1-901983-83-8).
- Tactical Chess Endings (2003), Batsford.  (ISBN 0-7134-5937-9).
- Learn Chess Tactics (2004), Gambit Publications.  (ISBN 1-901983-98-6).
- Mammoth Book of the World's Greatest Chess Games (2004, avec Graham Burgess et John Emms), Carroll & Graf.  (ISBN 0-7867-1411-5).
- Grandmaster Chess Move by Move (2005), Gambit Publications.  (ISBN 1-904600-34-4).
- Secrets of Practical Chess (1998, 2007) (2d edition), Gambit Publications,  (ISBN 978-1-904600-70-1).
- Les Secrets de l'efficacité aux échecs (2007), Éd. Olibris.  (ISBN 2-916340-05-X).
- L'Art des finales : 250 études d'anthologie (traduit par François-Xavier Priour), Montpellier, 2008, Olibris, 330 p.  (ISBN 978-2-916340-22-7) (Titre original (en) Endgame Challenge, Gambit Publications, 2002).